# Playa El Muerto
La playa El Muerto está situada en el municipio español de Almuñécar, en la provincia de Granada, comunidad autónoma de Andalucía.

## Descripción
Está formada por una playa principal y una pequeña cala, unidas entre sí por una senda peatonal. Otra senda la conecta con la playa de Cotobro, por la que se accede. Posee una longitud de alrededor de 400 metros y un ancho promedio de 42 metros.
Se trata de una playa nudista, si bien también acuden a ella bañistas textiles.
En ella se inicia, a través de un sendero antiguo, la ruta de los pescadores, el cual termina en el faro de la Punta de La Mona.
Cuenta con un chiringuito en el que se llevan a cabo actividades culturales.